# Maximilian Hell
Maximilian Hell (* 15. Mai 1720 in Schemnitz; † 14. April 1792 in Wien) war ein Jesuit und Astronom aus dem Königreich Ungarn.

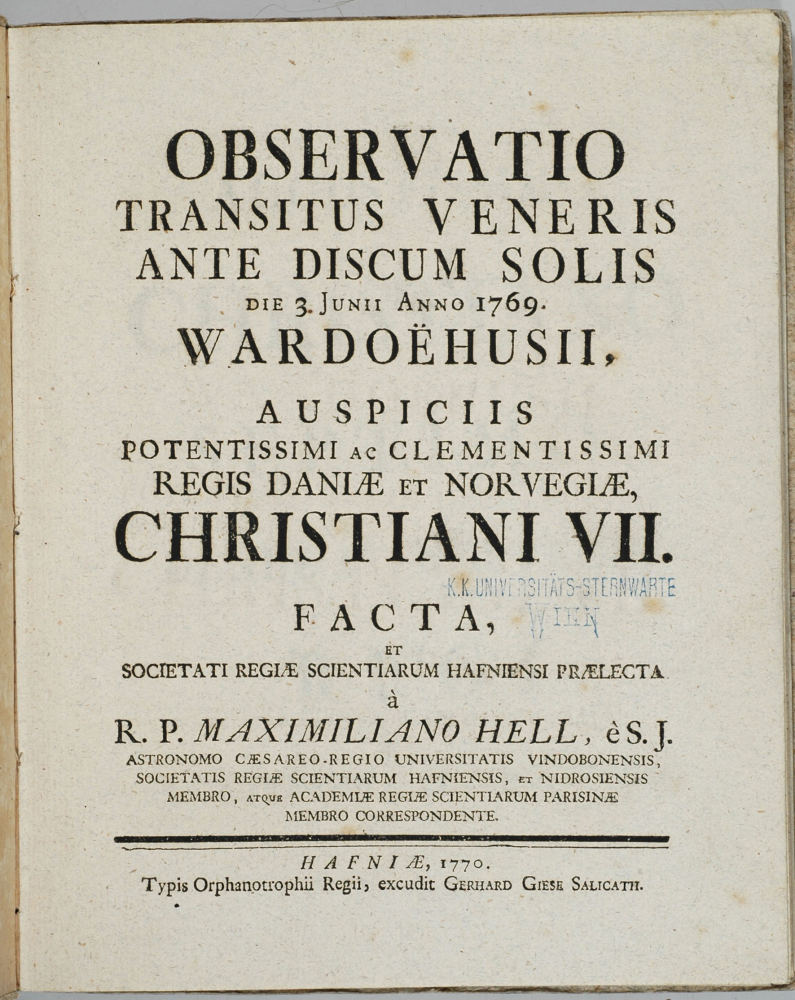
Observatio transitus Veneris ante discum Solis von Maximilian Hell (1770)

## Leben und Wirken
Hell trat 1738 den Jesuiten bei und studierte Mathematik und Philosophie an der Universität Wien. Seit 1745 assistierte er dem Astronomen Joseph Franz (1704–1776), in den Jahren 1746 bis 1747 arbeitete er als Lehrer in Leutschau. Er studierte dann in Wien Theologie und erhielt im Jahr 1752 die Priesterweihe. Danach arbeitete er als Lehrer in Klausenburg, wo er auch mit dem Aufbau einer Sternwarte beauftragt wurde. Hell war als Nachfolger des Hofastronoms Johann Jakob Marinoni (1676–1755) ab 1755 Direktor der Universitätssternwarte Wien. Ab 1758 war er Mitglied der Académie des sciences in Paris. 1774 wurde er zum auswärtigen Mitglied der Göttinger Akademie der Wissenschaften gewählt.
Hell veröffentlichte die astronomischen Tafeln „Ephemerides astronomicae ad meridianum Vindobonensem“, ein Werk in 37 Bänden, in dem die Ephemeriden für die Jahre 1757 bis 1792 veröffentlicht wurden.
In Vardø (Nord-Norwegen) beobachtete er 1769 auf Einladung des dänischen Königs Christian VII. den Venusdurchgang. Aus den weltweit gesammelten Beobachtungen der Venustransits von 1761 und 1769 berechnete Hell den Abstand zwischen Sonne und Erde zu 152 Millionen Kilometer (moderner Wert 149,6 Millionen Kilometer).   In Vardø gibt es für ihn zwei Gedenktafeln. Das von Hell dort aufgebaute Observatorium existiert nicht mehr. In Österreich wurde Hell zu seiner Berechnung Betrug vorgeworfen, hundert Jahre nach seinem Tod wurde der von ihm berechnete Abstand zwischen Sonne und Erde aber bestätigt.
Hell wurde in Maria Enzersdorf in Niederösterreich begraben.
Sein Bruder Jozef Karol Hell (1713–1789) erfand 1755 eine neuartige Wasserpumpe.

## Würdigung

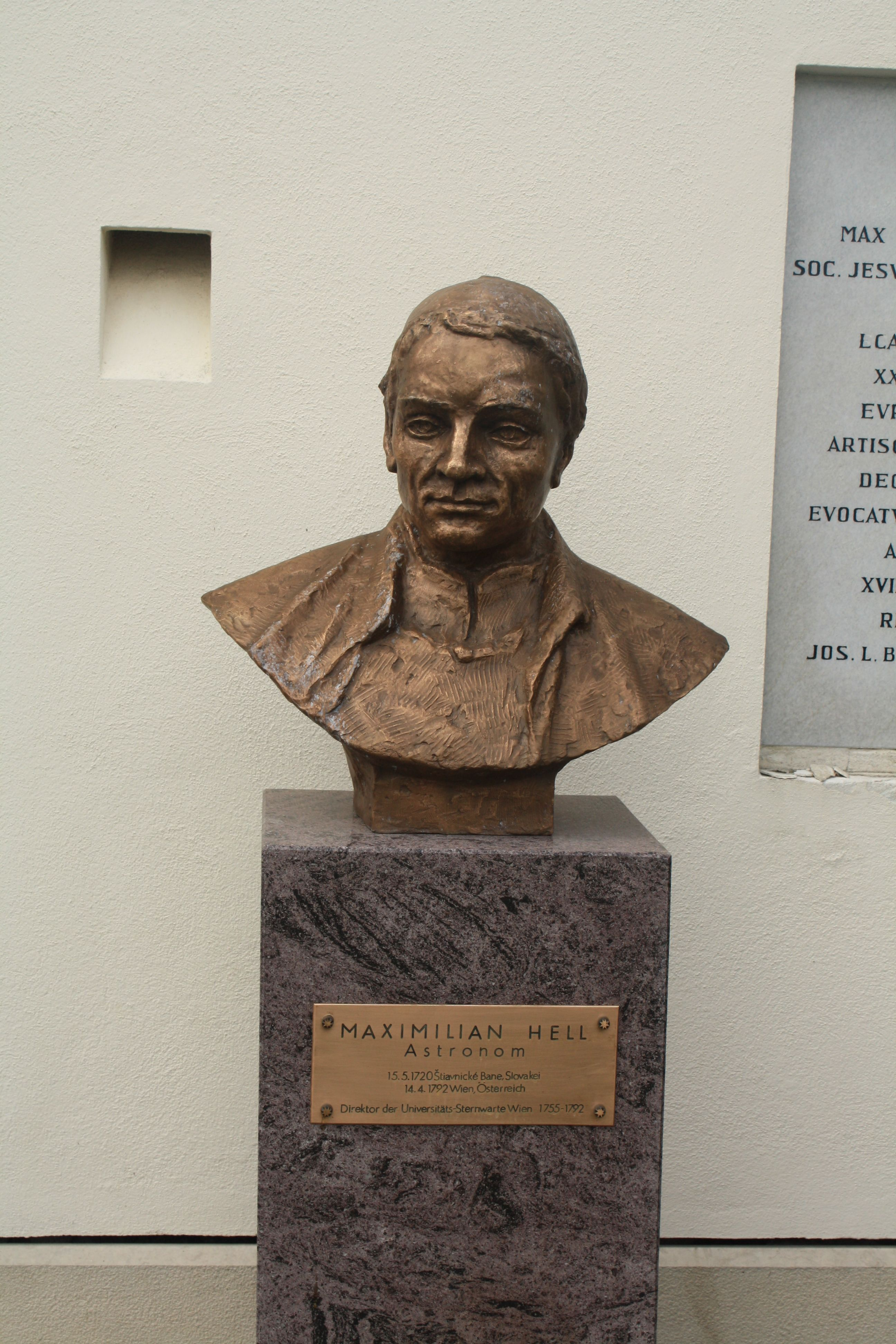
Büste am Maria Enzersdorfer Romantikerfriedhof

1773 stellten Franz Messmer und Jakob Kohl das Gemälde fertig, das Kaiser Franz I. Stephan von Lothringen mit seinen wissenschaftlichen Beratern zeigt, nach seinem Tod im Auftrag von Maria Theresia entstand und seit 1889 im Naturhistorischen Museum Wien an der Prunkstiege ausgestellt ist. Bei einer Untersuchung des Gemäldes wurde 1992 festgestellt, dass das Bild mehrmals übermalt wurde und dabei drei Personen aus dem Bild entfernt wurden. 2013 konnte festgestellt werden, dass einer der Übermalten Maximilian Hell war, der auf dem Bild ursprünglich neben Johann Ritter von Baillou stehen sollte.
Im Jahr 1894 wurde in Wien-Ottakring (16. Bezirk) die Hellgasse nach ihm benannt. Das Hell-Tor am Campus der Universität Wien trägt seit 1998 seinen Namen. Im Jahr 2010 wurde eine Büste von ihm am Maria Enzersdorfer Friedhof aufgestellt, nachdem er zwar hier begraben war, das Grab aber schon im 19. Jahrhundert bereits anheimgefallen war und neu belegt wurde.
Der Mondkrater Hell ist nach ihm benannt. Das Museum der Universitätssternwarte Wien trägt seit 2012 den Namen „Astronomische Schausammlung ‚Maximilian Hell‘“.